# Dennison (Minnesota)
Dennison è un comune degli Stati Uniti d'America, situato nello Stato del Minnesota, nella contea di Goodhue e la contea di Rice.